# KPDF
KPDF é um programa de computador destinado a ler arquivos PDF. Faz parte do conjunto de aplicações do ambiente gráfico KDE, sendo o equivalente, nesse sistema, ao Adobe Reader. Seu código tem por base o do xpdf. Como todos os programas do projeto KDE, é um software livre distribuído sob a licença GPL. Além de sua rapidez, sua integração com o KDE permite que funcione como um plugin do Konqueror. Tem por característica lembrar o local do texto em que o usuário estava quando abriu o arquivo pela última vez.